# Нуклеарни акцидент у Винчи
Нуклеарни акцидент у Винчи се догодио 15. октобра 1958. у Институту за нуклеарне науке „Борис Кидрич“ у Винчи, када је дошло до истицања радиоактивног материјала из неколико месеци раније постављеног нуклеарног реактора, првог у тадашњој Југославији. 
Том приликом озрачено је шесторо младих истраживача - Радојко Максић, Роксанда Дангубић, Драшко Грујић, Стјепко Хајдуковић, Живорад Богојевић и Живота Вранић. Знајући да се они адекватно не могу лечити у тадашњим београдским болницама, академик Павле Савић је успео да уговори да се озрачени истраживачи већ следећи дан пребаце у Париз на лечење у Институт „Кири“, где се над њима почела проводити експериментална терапија. Петоро пацијената, сви осим Богојевића, месец дана касније су били подвргнути тада пионирској операцији трансплантације коштане сржи. Од њих шесторо петоро је преживело, а Вранић је преминуо. 
Несрећа је постала предмет истраге током које је Савић истраживаче оптужио за немар, односно неадекватну заштиту експерименталног реактора. 
Несрећа у Винчи релативно је штуро праћена у медијима тадашње Југославије, а сам истраживачки програм, који се понекад тумачи као покушај Југославије да развије сопствено нуклеарно наоружање, убрзо након тога је обустављен.
Године 1976. о овом догађају, снимљен је у југословенско-француској копродукцији телевизијски филм под називом Озрачени.
Године 2017. српски писац Горан Милашиновић објавио је роман Случај Винча, по чијим мотивима је Драган Бјелогрлић снимио филм Чувари формуле који је премијерно приказан октобра 2023. године.